# Opera semiseria
Opera semiseria är en italiensk operagenre som var populär i början och mitten av 1800-talet.
Opera semiseria är besläkad med opera buffa men innehåller element av såväl komik som patos, ibland i en pastoral handling. Den kan vanligtvis särskiljas från tragiska operor eller melodramer genom närvaron av en basso buffo. Ett av de mest kända exemplen är Gaetano Donizettis Linda di Chamounix. Ett annat exempel är Gioacchino Rossinis La gazza ladra. Vincenzo Bellinis La sonnambula innehåller alla genrens karaktäristiska ingredienser förutom den obligatoriska basso buffo och betraktas som både en opera seria och opera semiseria.